# Parallelia arcuata
Parallelia arcuata är en fjärilsart som beskrevs av Moore 1877. Parallelia arcuata ingår i släktet Parallelia och familjen nattflyn. Inga underarter finns listade i Catalogue of Life.